# Oeceoclades flavescens
Oeceoclades flavescens är en orkidéart som beskrevs av Jean Marie Bosser och Philippe Morat. Oeceoclades flavescens ingår i släktet Oeceoclades och familjen orkidéer. Inga underarter finns listade i Catalogue of Life.